# PPP1R1B
PPP1R1B (англ. Protein phosphatase 1 regulatory inhibitor subunit 1B) – білок, який кодується однойменним геном, розташованим у людей на короткому плечі 17-ї хромосоми. Довжина поліпептидного ланцюга білка становить 204 амінокислот, а молекулярна маса — 22 963.
| 10         |  | 20         |  | 30         |  | 40         |  | 50         |
| ---------- |  | ---------- |  | ---------- |  | ---------- |  | ---------- |
| MDPKDRKKIQ |  | FSVPAPPSQL |  | DPRQVEMIRR |  | RRPTPAMLFR |  | LSEHSSPEEE |
| ASPHQRASGE |  | GHHLKSKRPN |  | PCAYTPPSLK |  | AVQRIAESHL |  | QSISNLNENQ |
| ASEEEDELGE |  | LRELGYPREE |  | DEEEEEDDEE |  | EEEEEDSQAE |  | VLKVIRQSAG |
| QKTTCGQGLE |  | GPWERPPPLD |  | ESERDGGSED |  | QVEDPALSEP |  | GEEPQRPSPS |
| EPGT       |  |            |  |            |  |            |  |            |

A: Аланін

C: Цистеїн

D: Аспарагінова кислота

E: Глутамінова кислота

F: Фенілаланін

G: Гліцин

H: Гістидин

I: Ізолейцин

K: Лізин

L: Лейцин

M: Метіонін

N: Аспарагін

P: Пролін

Q: Глутамін

R: Аргінін

S: Серин

T: Треонін

V: Валін

W: Триптофан

Кодований геном білок за функцією належить до фосфопротеїнів. 
Задіяний у таких біологічних процесах, як ацетилювання, альтернативний сплайсинг. 
Локалізований у цитоплазмі.